# Francisco Aguilar Fernández
Francisco Aguilar Fernández (Cordova, 10 maggio 1952) è un ex calciatore spagnolo, di ruolo attaccante.

## Carriera
Con l'Atletico Madrid vinse la Coppa Intercontinentale nel 1974, la Coppa di Spagna nel 1976 e la Liga nel 1977.